# چگونه براون بازی بیسبال را دید
چگونه براون بازی بیسبال را دید (به انگلیسی: How Brown Saw the Baseball Game) یک فیلم کوتاه صامت آمریکایی در ژانر کمدی است که در سال ۱۹۰۷ تولید و توسط شرکت تولیدی لوبین توزیع شده‌است. این فیلم دربارهٔ یک هوادار بیسبال به نام آقای براون است که قبل از یک بازی بیسبال، الکل زیادی می‌نوشد و چنان مست می‌شود که هنگام تماشا، بازی به صورت حرکت معکوس به نظرش می‌رسد. از جلوه‌های ویژه بدین منظور در زمان تولید فیلم استفاده شد.
این فیلم در نوامبر ۱۹۰۷ اکران شد. مجلۀ کوریر ژورنال در یک نقد مثبت گزارش داد، فیلم موفق و «واقعاً خنده‌دار» بود. تا سال ۲۰۲۱، مشخص نیست که آیا نسخه‌ای از فیلم باقی مانده‌است یا خیر. هویت بازیگران و عوامل سازنده فیلم نیز مشخص نیست. مورخان فیلم، به شباهت‌هایی بین طرح «چگونه براون بازی بیسبال را دید» و فیلم کمدی «چگونه کارمند جوان بازی بیسبال را دید» به کارگردانی ادوین اس پورتر که یک سال قبل از این فیلم منتشر شده بود، اشاره کرده‌اند.

## داستان
آقای براون از هواداران ورزش، قبل از رفتن به یک بازی بیسبال در یک بال‌پارک نزدیک، چندین کوکتل هایبال می‌نوشد. او برای تماشای بازی به بال‌پارک می‌رسد، اما آنقدر مست شده‌است که بازی برای او برعکس به نظر می‌آید. پس از پایان بازی، یکی از دوستانش او را تا خانه‌اش همراهی می‌کند. وقتی به خانه براون می‌رسند، با همسرش روبرو می‌شوند. او از دوست آقای براون عصبانی می‌شود و به او حمله می‌کند؛ زیرا معتقد است که او مسئول مست‌شدگی شدید شوهرش است.

## تولید

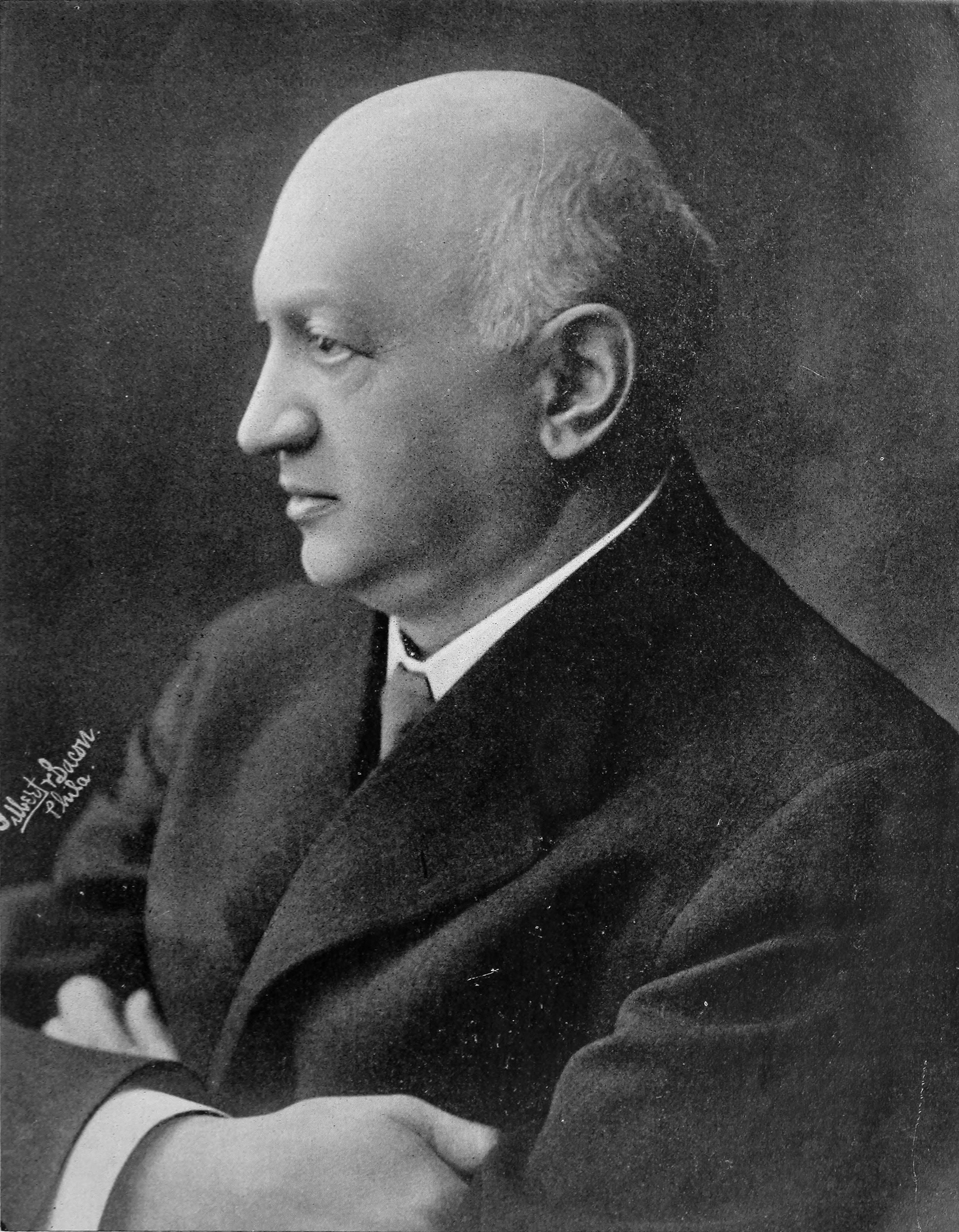
زیگموند لوبین در سال ۱۹۱۳. شرکت او این فیلم را تولید و توزیع کرد.

چگونه براون بازی بیسبال را دید توسط شرکت تولیدی لوبین تولید شد، شرکتی که زیگموند لوبین، فیلمساز آلمانی-آمریکایی آن را تأسیس کرد. در زمان ساخت فیلم، این شرکت در حال ساخت و توزیع حداکثر سه فیلم در هفته بود. هویت کارگردان و بازیگران چگونه براون بازی بیسبال را دید هنوز نامعلوم است.
این فیلم، یک فیلم صامت است که به صورت سیاه و سفید فیلمبرداری شده‌است، و محصول نهایی شامل ۳۵۰ فوت (۱۱۰ متر) است. سازندگان فیلم از نوعی جلوه‌ ویژه برای صحنه‌هایی که در بال‌پارک اتفاق می‌افتاد استفاده کردند تا بازیکنان بیسبال را در حال دویدن به عقب نشان دهند. زیگموند لوبین در ۲۶ اکتبر ۱۹۰۷، حق تکثیر این فیلم را با عنوان «چگونه جونز بازی بیسبال را دید» ثبت کرد. 

## انتشار و بازخورد
چگونه براون بازی بیسبال را دید در ۱۶ نوامبر ۱۹۰۷ در سینماها اکران شد، و تا ژانویه ۱۹۱۰ همچنان در حال نمایش بود. در طول این مدت، این فیلم گاهی اوقات به عنوان بخشی از یک اکران دوگانه با فیلم «همسایه‌هایی که قرض می‌گیرند» (۱۹۰۷) ارائه می‌شد، یک فیلم کوتاه کمدی دربارهٔ مردی که تقریباً هر چیزی را که دارد به همسایگانش قرض می‌دهد تا زمانی که همسرش به خانه بازگردد و او را به خاطر این کار سرزنش کند.
در تبلیغات، این فیلم را «بسیار سرگرم‌کننده» تبلیغ می‌کردند و خودِ لوبین فیلم را به عنوان یک «مضحکهٔ بسیار خنده‌دار» تبلیغ می‌کرد. در شماره ژوئن ۱۹۰۸ مجلۀ کوریر ژورنال، این فیلم نقد مثبتی دریافت کرد و به عنوان یک فیلم «واقعاً خنده‌دار» و «یک موفقیت واقعی» توصیف شد.
در تحلیل‌های جدید،‌ «چگونه براون بازی بیسبال را دید» نسخه دیگر کمدی «چگونه کارمند جوان بازی بیسبال را دید» به کارگردانی ادوین اس پورتر در نظر گرفته شده‌است؛ فیلمی که استودیوهای ادیسون در سال ۱۹۰۶ تولید کردند. این فیلم در مورد یک کارمند دفتری جوان است که یواشکی از محل کار خود بیرون می‌رود تا یک بازی بیسبال را تماشا کند و متوجه می‌شود، رئیسش درست در صندلی کناری او نشسته است. شرکت تولیدی لوبین به خاطر خلق فیلم‌هایی شبیه به فیلم‌های شرکت‌های رقیبش معروف بود. لوبین قبلاً فیلم‌هایی شبیه فیلم‌های اکران شده استودیوهای ادیسون نظیر کلبۀ عمو تام و سرقت بزرگ قطار را ساخته بود. نویسنده‌ای به نام جک اسپیرز در کتاب خود هالیوود: دوران طلایی نوشته‌است که چگونه براون بازی بیسبال را دید و چگونه کارمند جوان بازی بیسبال را دید عملاً از یک طرح یکسان استفاده کردند. مقاله راب الدرمن «فیلم بیسبال: تا ۱۹۲۰» در مجله بیس بال به همین ترتیب به شباهت‌های خطوط داستانی آنها اشاره می‌کند.
تا فوریه ۲۰۲۱، مشخص نیست که نسخه‌ای از چگونه براون بازی بیسبال را دید وجود داشته باشد. احتمالاً تبدیل به یک فیلم گمشده شده‌است. اگر دوباره کشف شود، این فیلم در مالکیت عمومی خواهد بود.

## کتابشناسی
- Erickson, Hal (August 1, 1992). Baseball in the movies: a comprehensive reference, 1915–1991. McFarland & Company. ISBN 978-0-89950-657-9. Archived from the original on April 27, 2016. Retrieved August 2, 2015.
- Erickson, Hal (2016). The Baseball Filmography, 1915 Through 2001 (2nd ed.). McFarland & Company. ISBN 978-1-4766-0785-6.
- Seiler, Robert Morris; Seiler, Tamara Palmer (2013). Reel Time: Movie Exhibitors and Movie Audiences in Prairie Canada, 1896 to 1986. Athabasca University Press. ISBN 978-1-926836-99-7. Archived from the original on June 17, 2016. Retrieved August 2, 2015.
- Spears, Jack (1971). Hollywood: the Golden Era. A. S. Barnes. ISBN 978-0-498-07552-0. Archived from the original on June 29, 2016. Retrieved August 2, 2015.
- Wood, Stephen C.; Pincus, J. David (January 1, 2003). Reel Baseball: Essays and Interviews on the National Pastime, Hollywood, American Culture. McFarland & Company. ISBN 978-0-7864-1389-8.